# В. Р. Мистерии организма
«В. Р. Мистерии организма» (серб. W.R. Misterije organizma) — фильм сербского режиссёра Душана Макавеева.

## Сюжет
Фильм «В. Р. Мистерии организма» представляет собой сочетание игрового и документального кино. Буквы В. Р. в названии фильма — это инициалы известного марксистского психоаналитика Вильгельма Райха, проповедовавшего свободную любовь и открывшего так называемую оргонную энергию, связанную с чувствами, эмоциональными переживаниями, сексуальностью и высвобождаемую при оргазме. Существование этой энергии не было признано научным сообществом, и Райха посадили в тюрьму за использование оргонной энергии в лечении пациентов. О судьбе этого экстравагантного мыслителя повествуют включенные в фильм документальные кадры. Некой иллюстрацией к идеям Вильгельма Райха об обществе освобождённой любви и освобождённого труда служит игровая составляющая фильма. Это история роковой любви югославской девушки Милены к морально стойкому советскому фигуристу Владимиру Ильичу, где Милена олицетворяет начало, рвущееся к свободе и сексуальной раскрепощённости, а Владимир Ильич — подавляющую антисексуальную силу, противостоящую всему живому и жаждущему любви. Владимир Ильич убеждён в том, что его чувства должны быть всецело сосредоточены только на служении родине, а не на любовных переживаниях и сексе, и поэтому он убивает искушающую его Милену, отрезав ей голову.

## В ролях
| Актёр            | Роль               |
| ---------------- | ------------------ |
| Милена Дравич    | Милена             |
| Ивица Видович    | Владимир Ильич     |
| Ягода Калопер    | Ягода              |
| Тули Купферберг  | солдат США         |
| Зоран Радмилович | Радмилович         |
| Джеки Кертис     | в роли самого себя |
| Миодраг Андрич   | солдат             |
| Живка Матич      | хозяйка            |
| Драголюб Ивков   |                    |
| Никола Милич     |                    |

## Художественные особенности
Для фильма «В. Р. Мистерии организма», а также для всего творчества Душана Макавеева характерна поэтика коллажа, подчёркнутый эротизм, сарказм и склонность к риторике.

## Дополнительные факты
«В. Р. Мистерия организма» был последним фильмом, снятым Макавеевым на родине. Его выход совпал с началом идеологической борьбы с «чёрной волной анархо-либерализма» в югославском кинематографе. Макавеев был вынужден эмигрировать во Францию, скрываясь от судебного преследования по обвинению в оскорблении власти, национальных святынь и моральных устоев. По поводу этого фильма советский киновед Ростислав Юренев писал: 
В его фильме «Тайна организма» искусство, то бишь прямая и разнузданная порнография, вторгается на территорию политики — эротические и пищеварительные подробности перемежаются антисоветскими и антикоммунистическими намеками, а то и прямыми выпадами. <…> Картина в Югославии не была выпущена на экран. Зато в капиталистических странах прошла со скандальным успехом. Макавеева увещевали, предлагали поставить серьёзный фильм. Но он, разыгрывая непонятого и обиженного гения и даже борца против коммунистической догматики, эмигрировал из Югославии и состряпал в Дании чудовищно похабный «Сладкий фильм».